# バスケットボールアルジェリア代表
バスケットボールアルジェリア代表（英: Algeria National Basketball Team）は、アルジェリアバスケットボール連盟により国際大会に派遣されるアルジェリアのバスケットボールナショナルチームである。2001年にアフリカ選手権で準優勝となり、翌年の世界選手権に初出場を果たす。

## 過去の成績
- W杯の成績
  - 2002年：15位
- アフリカ選手権の成績
  - 準優勝：2001年